# كارل هارينجتون بوتر
كارل هارينجتون بوتر (بالإنجليزية: Karl Harrington Potter)‏ هو كاتب أمريكي، ولد في 19 أغسطس 1927 في الولايات المتحدة.